# Slobodan Savić (vajar)
Slobodan Bane Savić (Beograd, 20. april 1947 — 1. decembar 2019) bio je srpski akademski vajar. 

## Biografija
Savić se  vajarstvom profesionalno bavio od 1975. godine, kada je diplomirao na Fakultetu primenjenih umetnosti u Beogradu, na odseku vajarstva, sa srednjom ocenom 8,47 i ocenom 9 iz glavnog predmeta primenjena plastika, na katedri za primenjenu plastiku. Bio je član je ULUS-a, ULUPUDS-a i FIDEM-a. Radio je kao profesor na Fakultetu primenjenih umetnosti u Beogradu. Bio je učesnik  više samostalnih izložbi u zemlji i inostranstvu. 
Veliki deo radnog veka proveo je u zvanju vajar - konzervator i restaurator u Narodnom muzeju u Beogradu. Poslednje godine službe provodi posvećen pedagoškom radu – jedan je od osnivača i predavača odseka Konzervacija i restauracija skulpture, na Fakultetu primenjenih umetnosti u Beogradu. Izlagao je na mnogim kolektivnim i samostalnim izložbama, autor je više spomenika u javnom prostoru. Preminuo je u Beogradu 1. Decembra 2019. godine.

## Samostalne izložbe
- 1986 Beograd, Galerija Jugoslovenskog Dramskog pozorišta, PAUCI- izložba skulptura i crteža
- 1993 Beograd, Galerija Katastrofa, Izložba skulptura i crteža, slike - Velizar Krstić
- 1993 Beograd, Galerija Katastrofa, Izlozba skulp-tura i crteza, slike-Zoran Grebenarevit*
- 1993 Beograd, Galerija Katastrofa, Izložba skulptura i crteža, slike -Galerija "Tačka"
- 1993 Beograd, Galerija Katastrofa, KALDRME- Izložba skulptura i crteža
- 1998 Prokuplje, Galerija "Boza Ilic", Izložba skulptura i crteža
- 1998 Dimitrovgrad, Galerija Dimitrovgrad, Izložba skulptura i crteža
  - Pirot, Galerija "Čeda Krstić", Izložba skulptura i crteža
  - Beograd, Galerija 12+, ELENORA ZENA KILIMANDARO - Izložba skulptura i crteža
- 2004 Prokuplje, Galerija "Boža llić", MANTIS RELIGIOSA-Izložba skulptura i crteža
  - Pirot, Galerija "Ceda Krstic", Izlozba skulptura i crteza
  - Nis, Galerija niskog kulturnog centra, Izlozba skulptura i crteza
  - Smederevo, Gradska galerija savremene umetnosti, Izložba skulptura i crteža
- 2006 Beograd, Jugoslovenska galerija umetničkih dela, Izložba skulptura i crteža
- 2008 Beograd, Galerija Progres, Izložba skulptura i crteža
- 2013 Beograd, Galerija Progres, Izložba skulptura i crteža

## Nagrade
- 1978 Druga nagrada za grb Grada Kragujevca
- 1980 Treća nagrada za spomenik rudarima u Boru (sa arhirekrom V. Kobjerskim)
- 1980 Otkupna nagrada za spomenik Veselinu Masleši u Banja Luci (sa arhitekrom V. Kobjerskim)
- 1985 Druga nagrada za spomen-reljef na Istorijskom arhivu u Baru
- 1989 Otkupna nagrada Ministarstva kulture za skulpturu "Zeleni pauk"
- 1991 Prva nagrada ULUS-a za reljef Dure Jakšića
- 1991 Treća nagrada za spomenik Branislavu Nušiću (sa arhitektom M. Steveević)
- 1992 Druga nagrada za spomenik Vojvodi Petru Bojoviću u Novoj Varoši
- 1994 Prva nagrada za reljef u prolazu "Vukov spomenik"
- 1994 Prva nagrada za reljef u metrou (sa M. Stamenković)
- 1996 Otkupna nagrada za spomenik Nikoli Pasiću (sa D. Milanovićem)
- 2002 Druga nagrada za spomenik ratnicima Prvog svetskog rata u Aranđelovcu